# 宥姃
李宥姃（羅馬化：Lee Yu-Jeong；2004年6月14日—），藝名宥姃，是Cube娛樂旗下女子音乐组合LIGHTSUM成員之一，於2021年6月10日隨組合在韓國出道，在組合內擔任副唱。

## 經歷

### 出道前
曾是啦啦隊成員（5年）和兒童音樂劇演員。
2018年6月15日，以CNC(씨엔씨)練習生身份，參加Mnet選秀節目《PRODUCE 48》，在第二次綜合評價排名結果以51名被淘汰。
2018年12月26日，成為STARDIUM(스타디움)練習生，準備以THE TWELVE成員出道。
2019年8月15日，參與KAKAO FRIENDS X NIKE JOYRIDE廣告拍攝。
2019年9月6日，參與Coca-Cola Korea廣告拍攝。
2019年10月20日，與其他9位不同經紀公司女練習生共同登上 BUSAN ONE ASIA K-Pop Concert表演
2019年11月5日，參與正官庄廣告拍攝。
2019年11月，離開STARDIUM。 2020年1月，成為Cube娛樂練習生。

### 2021年：以LIGHTSUM成員身分出道
2021年4月21日，被Cube娛樂公開為第八位即將出道之女子團體LIGHTSUM成員。
2021年6月10日，隨LIGHTSUM以單曲《Vanilla》出道。
2021年10月13日，隨LIGHTSUM以專輯《Light a wish》回歸，主打歌為《Vivace》。

## 影視作品
| 日期                   | 電視頻道 | 節目名稱   | 共同參與成員 | 備註                  |
| 出道前                 | 出道前   | 出道前     | 出道前       | 出道前                |
| ---------------------- | -------- | ---------- | ------------ | --------------------- |
| 2018年6月15日－8月31日 | Mnet     | PRODUCE 48 | 霄瑗、娜英   | 於EP8以第51名遭到淘汰 |

## 廣告及畫報
| 日期    | 品牌名稱                     | 備註   |
| 2019年  | 2019年                       | 2019年 |
| ------- | ---------------------------- | ------ |
| 8月15日 | KAKAO FRIENDS X NIKE JOYRIDE | 演員   |
| 9月6日  | Coca-Cola Korea              | 演員   |
| 11月5日 | 正官庄                       | 演員   |